# Finale della UEFA Europa League 2011-2012
La finale della 3ª edizione dell'Europa League si è disputata il 9 maggio 2012 all'Arena Națională di Bucarest, in Romania, tra due squadre della Primera División spagnola: l'Atlético Madrid e l'Athletic Bilbao.
L'incontro, arbitrato dal tedesco Wolfgang Stark, ha visto la vittoria dei madrileni che si sono imposti per 3-0 sui baschi, conquistando il trofeo per la seconda volta. I colconeros hanno così ottenuto il diritto di affrontare i vincitori della UEFA Champions League 2011-2012, gli inglesi del Chelsea, nella Supercoppa UEFA 2012.

## Le squadre
| Squadre         | Partecipazioni precedenti (il grassetto indica la vittoria) |
| --------------- | ----------------------------------------------------------- |
| Atlético Madrid | 1 (2010)                                                    |
| Athletic Bilbao | 1 (1977)                                                    |

## Antefatti
La finale del 2012 è il primo incontro in competizioni UEFA tra Atlético Madrid e Athletic Bilbao, nonché la seconda nella storia del torneo in cui ad affrontarsi sono due squadre spagnole, dopo quella del 2007. Per i madrileni si tratta della seconda presenza nell'atto conclusivo del torneo, dopo quello vinto nel 2010, così come per l'allenatore Diego Simeone, fautore del successo di due anni prima. Anche per i baschi si tratta della seconda finale complessiva, dopo quella persa nel 1977, mentre per il tecnico Marcelo Bielsa è la prima apparizione in assoluto.

## Il cammino verso la finale

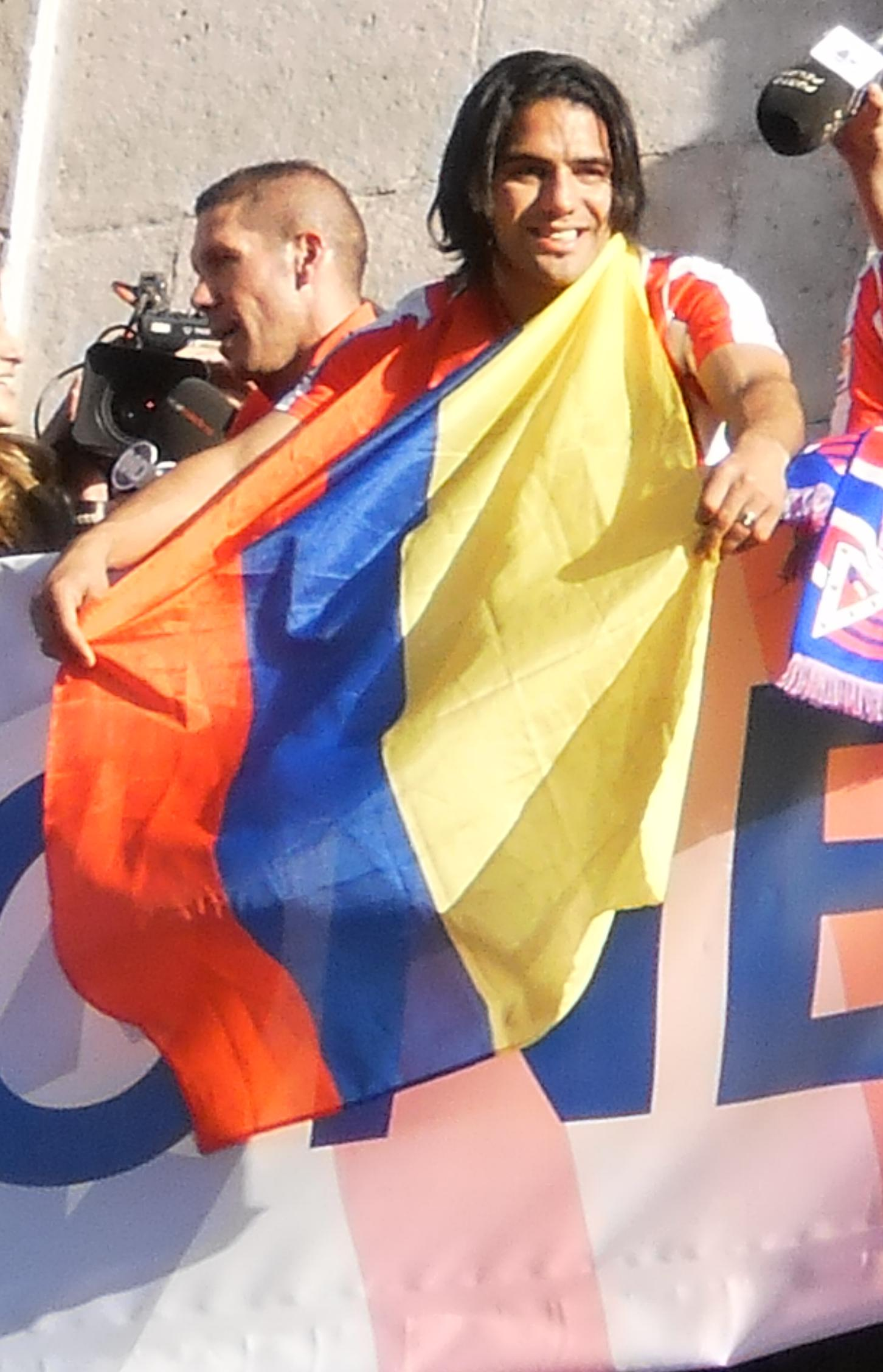
Falcao, capocannoniere della manifestazione, festeggia la vittoria della UEFA Europa League

L'Atlético Madrid di Diego Simeone (subentrato in dicembre a Gregorio Manzano) si è classificato settimo e si è qualificato in UEFA Europa League in quanto le finaliste della Coppa del Re, Real Madrid e Barcellona, si sono già qualificate alle coppe europee. Il cammino europeo inizia ai preliminari contro i norvegesi dello Strømsgodset e poi i portoghesi del Vitória Guimarães, che vengono liquidati rispettivamente con un 4-1 e un 6-0 tra andata e ritorno. La squadra di Madrid viene inserita nel gruppo I con gli italiani dell'Udinese, i francesi del Rennes e gli scozzesi del Celtic, superando il turno come primo classificato, totalizzando 13 punti frutto di quattro vittorie, un pari e una sconfitta (2-0 a Udine). Ai sedicesimi la squadra di Simeone incontra la Lazio, sua ex squadra, che batte 3-1 allo Stadio Olimpico e 1-0 al Vicente Calderón. Agli ottavi di finale i turchi del Beşiktaş si piegano ai colchoneros con un risultato aggregato di 6-1. Anche ai quarti arriva una doppia vittoria per gli spagnoli, che battono i tedeschi dell'Hannover 96 2-1 sia in Spagna che in Germania. In semifinale è derby spagnolo contro il Valencia e anche stavolta arrivano due vittorie e un risultato complessivo di 5-2. I Colchoneros raggiungono per la seconda volta l'atto conclusivo della competizione, a distanza di due anni dalla finale di Amburgo.
L'Athletic Bilbao di Marcelo Bielsa riceve un bye per partire direttamente dalla fase a gironi, poiché l'avversario dei play-off (i turchi del Trabzonspor) è stato ripescato in Champions League. La squadra è inserita nel gruppo F coi francesi del Paris Saint-Germain, gli austriaci del Salisburgo e gli slovacchi dello Slovan Bratislava, superando il turno come primo classificato, totalizzando 13 punti frutto di quattro vittorie, un pari e una sconfitta (4-2 a Parigi). Ai sedicesimi i baschi riescono a superare i russi della Lokomotiv Mosca solo grazie alla regola dei gol fuori casa, avendo perso 2-1 al Lokomotiv e vinto 1-0 al San Mamés. Agli ottavi di finale è la volta dei favoritissimi inglesi del Manchester Utd, che vengono sconfitti sia all'andata che al ritorno rispettivamente coi risultati di 3-2 e 2-1. Ai quarti i tedeschi dello Schalke 04 vengono eliminati dall'Athletic con un risultato aggregato di 6-4. In semifinale, contro i portoghesi dello Sporting Lisbona, l'Athletic Club perde la gara d'andata 2-1 al José Alvalade, ma ribalta tutto a Bilbao dove vince per 3-1 e vola per la seconda volta in finale della competizione europea, a distanza di trentacinque anni dall'ultima disputata.

### Tabella riassuntiva del percorso
Note: In ogni risultato sottostante, il punteggio della finalista è menzionato per primo. (C: Casa; T: Trasferta)
| Squadra         | Pt | G |
| --------------- | -- | - |
| Atlético Madrid | 13 | 6 |
| Udinese         | 9  | 6 |
| Celtic          | 6  | 6 |
| Rennes          | 3  | 6 |

| Squadra             | Pt | G |
| ------------------- | -- | - |
| Athletic Bilbao     | 13 | 6 |
| Salisburgo          | 10 | 6 |
| Paris Saint-Germain | 10 | 6 |
| Slovan Bratislava   | 1  | 6 |

## La partita

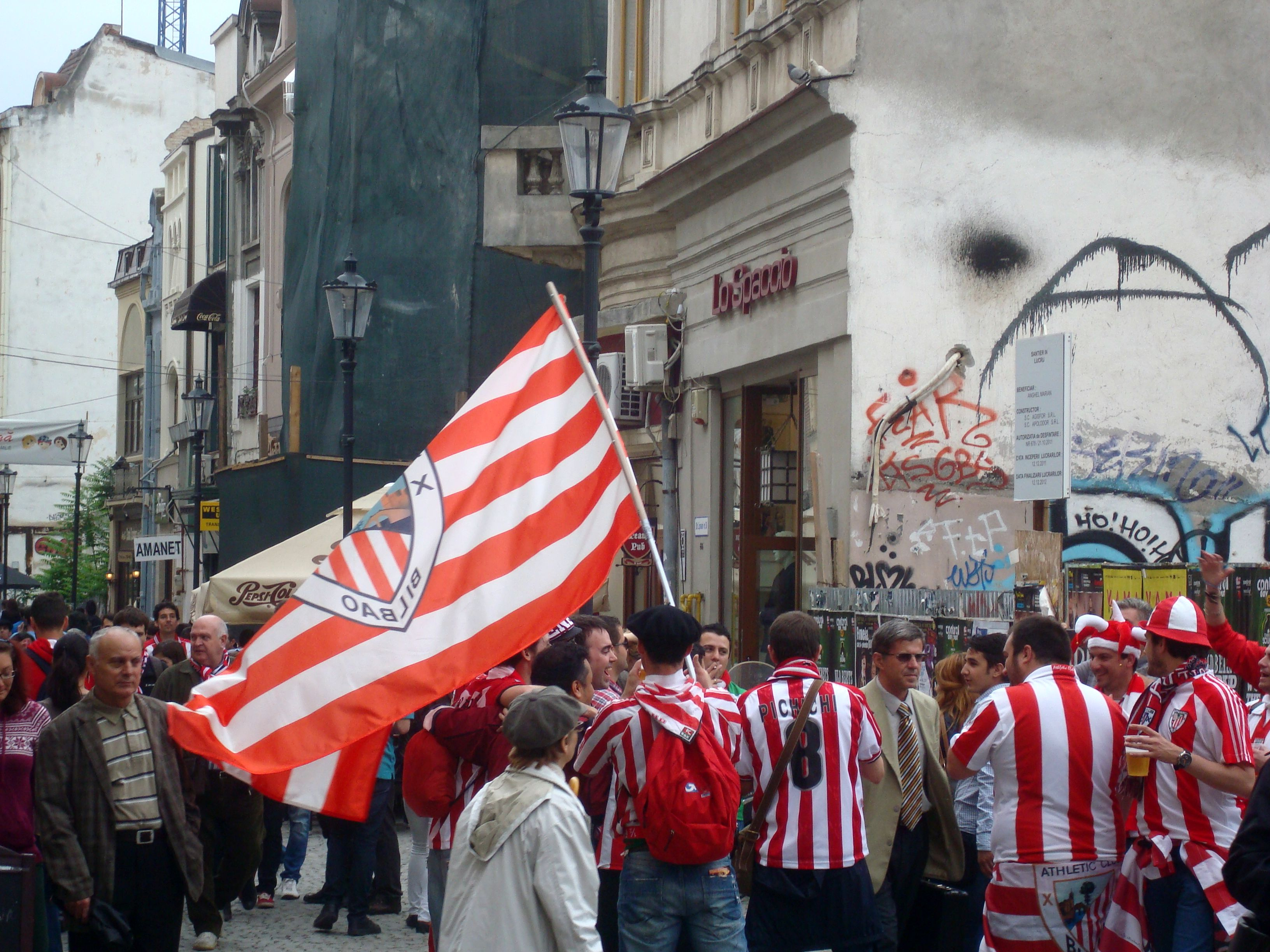
Tifosi dell'Athletic Bilbao a Bucarest

A Bucarest (e non a Budapest come avevano pensato circa 400 supporters baschi) va in scena una finale tutta iberica tra l'Atlético Madrid, già vincitore nella stagione 2009-10, e l'Athletic Bilbao finalista nell'edizione 1976-77. I colchoneros si presentano all'ultimo atto con 11 vittorie consecutive, mentre i baschi sono la squadra che ha espresso il gioco più spettacolare del torneo. La gara è subito in discesa per i madrileni che dopo appena sette minuti vanno già in vantaggio con un gol di Radamel Falcao, che realizza con un pregevole tiro di sinistro. La difesa dei baschi va in affanno, soprattutto Fernando Amorebieta, che al 34' perde un pallone al limite dell'area e permette ad Arda Turan di servire nuovamente Falcao che trafigge ancora una volta Gorka Iraizoz.
Nella ripresa il tecnico argentino Bielsa effettua alcuni cambi (l'ingresso di Ibai Gómez su tutti), rendendo la propria squadra molto più offensiva, ma i tentativi di affondo dei Leones sbattono contro la saracinesca Thibaut Courtois. Quando è il turno dell'Atlético di ribaltare il fronte, i rojiblancos sono pericolosi ancora con l'attaccante colombiano Falcao che colpisce il palo di destro. Infine, a cinque minuti dal triplice fischio, Diego fa secca la difesa basca e chiude il match sul 3-0. I colchoneros conquistano il trofeo per la seconda volta in tre anni, mentre per il Bilbao si tratta della terza delusione europea della propria storia.

## Tabellino
| Arbitro: | Wolfgang Stark |

|                          |           |  |
| Falcao 7’, 34’ Diego 85’ | Marcatori |  |

| Atlético Madrid | Athletic Bilbao |

| Atlético Madrid |    |                  |     |       |
|                 |    |                  |     |       |
| P               | 13 | Thibaut Courtois |     |       |
| D               | 20 | Juanfran         |     |       |
| D               | 2  | Diego Godín      |     |       |
| D               | 23 | Miranda          |     |       |
| D               | 6  | Filipe Luís      |     |       |
| C               | 4  | Mario Suárez     |     |       |
| C               | 14 | Gabi             |     | 88’   |
| C               | 7  | Adrián Lopez     |     | 90’   |
| C               | 22 | Diego            |     | 90+3’ |
| C               | 11 | Arda Turan       |     |       |
| A               | 9  | Radamel Falcao   | 26’ |       |
| Sostituzioni:   |    |                  |     |       |
| P               | 25 | Sergio Asenjo    |     |       |
| D               | 3  | Antonio López    |     |       |
| D               | 18 | Álvaro Domínguez |     | 90+3’ |
| C               | 8  | Eduardo Salvio   |     | 88’   |
| C               | 12 | Paulo Assunção   |     |       |
| C               | 19 | Koke             |     | 90’   |
| A               | 41 | Pedro Martín     |     |       |
| Allenatore:     |    |                  |     |       |
| Diego Simeone   |    |                  |     |       |

| Athletic Bilbao |    |                     |       |     |
|                 |    |                     |       |     |
| P               | 1  | Gorka Iraizoz       |       |     |
| D               | 15 | Andoni Iraola       |       |     |
| D               | 24 | Javi Martínez       |       |     |
| D               | 5  | Fernando Amorebieta | 64’   |     |
| D               | 3  | Jon Aurtenetxe      |       | 46’ |
| C               | 21 | Ander Herrera       | 22’   | 63’ |
| C               | 8  | Ander Iturraspe     |       | 46’ |
| C               | 10 | Óscar de Marcos     |       |     |
| C               | 14 | Markel Susaeta      | 90+1’ |     |
| C               | 19 | Iker Muniain        |       |     |
| A               | 9  | Fernando Llorente   |       |     |
| Substitutes:    |    |                     |       |     |
| P               | 13 | Raúl                |       |     |
| D               | 6  | Mikel San José      |       |     |
| C               | 11 | Igor Gabilondo      |       |     |
| C               | 17 | Iñigo Pérez         | 75’   | 46’ |
| C               | 23 | Borja Ekiza         |       |     |
| A               | 2  | Gaizka Toquero      |       | 63’ |
| A               | 28 | Ibai Gómez          |       | 46’ |
| Manager:        |    |                     |       |     |
| Marcelo Bielsa  |    |                     |       |     |